# Soll das wirklich alles sein?
Soll das wirklich alles sein? är det andra studioalbumet från den österrikiska sångerskan Christina Stürmer. Albumet gavs ut 8 juni 2004, nästan exakt ett år efter att hennes debutalbum Freier Fall släppts den 16 juni 2003. Albumet innehåller sexton låtar vilket är fyra fler än på debutalbumet. Den 9 december 2004, precis ett halvår efter att det släpptes, certifierades albumet två gånger platina för att ha sålt fler än 40 000 exemplar.
Albumet debuterade den 20 juni 2004 på den österrikiska albumlistan där det direkt placerade sig på första plats. Det låg kvar som etta i två veckor i rad och låg etta i sex av de första sju veckorna på listan. Det låg totalt sexton veckor i rad inom top-10. Det återvände till topp-10 både i december 2004 och april/maj 2005. Albumet låg kvar på topp-75-listan i totalt 64 veckor med den sista placeringen den 11 september 2005, femton månader efter att det släpptes.

## Singlar
Den 3 maj 2004 släpptes låten "Vorbei" som den första singeln från Stürmers andra studioalbum. Den kom att bli albumets mest framgångsrika singel då det var den enda som toppade den österrikiska singellistan och även den enda som tog sig in på en utländsk singellista. I Tyskland nådde den plats 83. Efter att albumet släppts gavs ytterligare tre låtar ut som singlar. Den 16 augusti 2004 kom "Bus durch London". Den nådde femte plats i Österrike. Den 8 november samma år kom "Weisst du wohin wir gehen?". Den nådde åttonde plats i Österrike. Den fjärde och sista singeln från albumet, och den enda som släpptes år 2005, var "Liebt sie dich so wie ich?" som gavs ut den 21 februari året efter att albumet släppts. Den nådde en sjunde plats på den österrikiska singellistan.

## Låtlista
| Nr  | Titel                         | Längd |
| --- | ----------------------------- | ----- |
| 1.  | Bus durch London              | 3:43  |
| 2.  | Geh raus aus meinem Kopf      | 3:45  |
| 3.  | Vielleicht auch nicht         | 3:06  |
| 4.  | Kind des Universums           | 4:26  |
| 5.  | Wir halten jetzt die Welt an  | 3:28  |
| 6.  | E.T.                          | 4:21  |
| 7.  | Märchen                       | 3:44  |
| 8.  | Immer an euch geglaubt        | 3:48  |
| 9.  | Liebt sie dich so wie ich?    | 3:25  |
| 10. | Soll das wirklich alles sein? | 3:55  |
| 11. | Eintagsfliege                 | 4:08  |
| 12. | Vorbei                        | 3:11  |
| 13. | Arzt                          | 3:04  |
| 14. | Mr. President                 | 3:40  |
| 15. | Supermarkt                    | 3:06  |
| 16. | Weisst du wohin wir gehen?    | 4:04  |

## Medverkande
- Christina Stürmer — Sång
- Gwenael Damman — Bas
- Hartmut Kamm — Keyboard, Gitarr
- Trummor — Klaus Pérez-Salado
- Oliver Varga — Gitarr

## Listplaceringar
| Lista (2004-2005) | Topplacering |
| ----------------- | ------------ |
| Österrike         | 1            |